# Bandiera rossa
Bandiera Rossa (Rudý prapor) je italská revoluční píseň. Je také známá pod názvem Avanti Popolo (Kupředu lide). Oslavuje se v ní rudá vlajka jako symbol dělnického hnutí. Skladba pochází z roku 1908. Autorem textu je Carlo Tuzzi (1863–1912), melodie vychází z lombardských lidových písní „Ciapa on saa, pica la porta“ a „Ven chi Nineta sotto l'ombrelin“.

## První sloka a refrén
Avanti o popolo, alla riscossa,

Bandiera rossa, Bandiera rossa

Avanti o popolo, alla riscossa,

Bandiera rossa trionferà.

Bandiera rossa la trionferà

Bandiera rossa la trionferà

Bandiera rossa la trionferà

Evviva il comunismo e la libertà.

Doslovný překlad:

Kupředu, lide, za vykoupením,

Rudý prapor, rudý prapor,

Kupředu, lide, za vykoupením,

Rudý prapor zvítězí.

Rudý prapor zvítězí

Rudý prapor zvítězí

Rudý prapor zvítězí

Ať žije komunismus a svoboda.

## Užití písně
Slova písně se časem měnila, verš „Evviva il comunismo e la libertà“ („Ať žije komunismus a svoboda“) přibyl až ve dvacátých letech, slovo komunismus v něm bývá někdy nahrazováno slovem socialismus. Jako svoji hymnu píseň používala Italská socialistická strana, Italská komunistická strana i Italská marxisticko-leninská strana. Interprety byli Francesco Gabbani, Hannes Wader, Ernst Busch, Francesca Sollevilleová, Cornelis Vreeswijk nebo skupiny Osanna a Pankrti. Frederic Rzewski ji zakomponoval do své skladby The People United Will Never Be Defeated! Píseň je také součástí děje v izraelském filmu Avanti Popolo a v polském filmu Trauma.